# Casorate Primo
Casorate Primo là một đô thị ở tỉnh Pavia trong vùng Lombardia của Ý, có cự ly khoảng 20 km về phía tây nam của Milan và khoảng 20 km về phía tây bắc của Pavia. Tại thời điểm ngày 31 tháng 12 năm 2004, đô thị này có dân số 7.725 người và diện tích là 9,5 km².
Casorate Primo giáp các đô thị sau: Besate, Bubbiano, Calvignasco, Morimondo, Motta Visconti, Trovo, Vernate.